# Tanimura Kenichi
Kenichi Tanimura (谷村 憲一 Tanimura Ken'ichi, sinh ngày 26 tháng 1 năm 1995) là một cầu thủ bóng đá người Nhật Bản, thi đấu cho Grulla Morioka ở vị trí tiền vệ.

## Sự nghiệp
Được xem như là một trong những tiềm năng lớn của bóng đá trường học Nhật Bản, Tanimura ký hợp đồng với Montedio Yamagata vào tháng 1 năm 2013.
Không may cho anh, Tanimura không được ra sân với Montedio và bắt đầu chuỗi thời gian thi đấu theo dạng cho mượn ở J3: đầu tiên là Gainare Tottori, sau đó là Grulla Morioka. Sau một vài thương lượng, Tanimura quyết định ký hợp đồng vĩnh viễn với đội bóng quê hương.

## Thống kê câu lạc bộ
Cập nhật đến ngày 23 tháng 2 năm 2018.
| Thành tích câu lạc bộ | Thành tích câu lạc bộ | Thành tích câu lạc bộ | Giải vô địch | Giải vô địch | Cúp                   | Cúp                   | Tổng cộng | Tổng cộng |
| Mùa giải              | Câu lạc bộ            | Giải vô địch          | Số trận      | Bàn thắng    | Số trận               | Bàn thắng             | Số trận   | Bàn thắng |
| Nhật Bản              | Nhật Bản              | Nhật Bản              | Giải vô địch | Giải vô địch | Cúp Hoàng đế Nhật Bản | Cúp Hoàng đế Nhật Bản | Tổng cộng | Tổng cộng |
| --------------------- | --------------------- | --------------------- | ------------ | ------------ | --------------------- | --------------------- | --------- | --------- |
| 2013                  | Montedio Yamagata     | J2 League             | 0            | 0            | 0                     | 0                     | 0         | 0         |
| 2014                  | Gainare Tottori       | J3 League             | 3            | 0            | –                     | –                     | 3         | 0         |
| 2015                  | Grulla Morioka        | J3 League             | 6            | 0            | 0                     | 0                     | 6         | 0         |
| 2016                  | Grulla Morioka        | J3 League             | 17           | 2            | 2                     | 0                     | 19        | 2         |
| 2017                  | Grulla Morioka        | J3 League             | 23           | 3            | 2                     | 0                     | 25        | 3         |
| Tổng                  | Tổng                  | Tổng                  | 49           | 5            | 4                     | 0                     | 53        | 5         |